# Polygone (Montpellier)
Pour les articles homonymes, voir Polygone (homonymie).
Le Polygone est un centre commercial français situé à Montpellier, dans l'Hérault, en Occitanie. Inauguré le 5 mars 1975 par le maire François Delmas. Sa superficie à l'origine est de 34 000 m2. La création d'un second étage en 1996 la porte à 45 000 m2. On y compte cent commerces en 2025. Depuis sa rénovation en 2021 et la transformation du toit en verrière, le centre accueille en moyenne 14 millions de personnes par an. Le centre commercial appartient à la société Elancia (SOCRI jusqu'en 2021) et est dirigé depuis 2020 par Célia Chambon, fille de Henry Chambon ancien président du groupe Socri.

## Histoire

### Caserne militaire du Polygone
Historiquement, les terrains du polygone à l'est de la place de la Comédie appartienne à l'État, et font office de caserne militaire.

### Projet de lotissement (1901)
En 1901, la municipalité souhaite créer un lotissement du nom de Polygone, celui-ci avec en son centre une fontaine, et rattaché à une nouvelle gare PLM remplaçant la gare Saint-Roch (à l'endroit de la fontaine de la place de Thessalie actuellement). Le terrain appartenant à l'armée, ce projet ne voit finalement jamais le jour.

### Projet de cité administrative (1941)[3]
En 1941, l'État cherche à regrouper l'ensemble de ses services sur une seule et même zone, il pense alors les regrouper au sein des casernes de la citadelle Joffre mais le recteur de l'académie de Montpellier veut conserver le caractère lycéen des bâtiments et obtient gain de cause.
En 1955, une étude mené par l'État place la zone du Polygone comme parfaite pour accueillir les nouveaux bâtiments administratifs. En 1957 le plan Vetter prévoit une zone d'aménagement sur la base des aménagements antérieurs de la volonté municipale et de l'État, mais le projet ne voit pas le jour.
En 1959, le projet est repris et présenté par l'État, mais la municipalité ne s'y intéresse pas, elle n'est intéressée que par l'appropriation du parc à ballon pour en faire un parking à ciel ouvert derrière la future nouvelle mairie. En 1961 la municipalité finit par s'intéresser au projet et l'estime trop divergent de celui présenté en 1959 et en stoppe le cours.
En octobre 1963, les architectes parisiens Badani et Roux-Dorlut présentent un avant-projet bien concret de la cité administrative, avec services publics mais aussi habitations, parking et espaces verts.
Le 6 décembre 1963, l'État achète les terrains du polygone à la foire de la vigne et du vin. La ville de Montpellier y achète une petite parcelle. En janvier 1964, alors que le projet prévoyait 40 hectares de construction, la mairie demande de réduire le projet à 14 hectares, et divise le projet en deux temps, Polygone 1 proche de la place de la Comédie avec des bâtiments administratifs et équipements public, parking et Polygone 2 proches des rives du Lez (actuellement quartier Antigone) avec des Logements, espaces verts et un échangeur routier.
En décembre 1966, le projet de cité administrative est officiellement lancé et mené par la SERM avec les architectes  Badani et Roux-Dorlut ainsi que les Montpelliérains Jaulmes et Deshons. Ces derniers présentent une nouveauté dans le projet, un parking souterrain. Les commerces sont alors présents dans le projet, mais présentés comme « annexe » car minimes par rapport au reste (logements et bâtiments administratifs). En octobre 1968, une zone d'aménagement différé (ZAD) est créée pour le périmètre, ce qui donne les moyens au pouvoir public de maîtriser la zone du polygone.

### Transformation du projet en centre multifonctionnel (1966)
Mais la création d'un parking souterrain coûterait trop cher pour la municipalité, qui réfléchit à s'ouvrir à des financements externes et privés. Le projet prend alors une tout autre dimension, où le public se mêle aux promoteurs privés. La municipalité part alors à la recherche  de financement, et trouve plusieurs intéressés pour financer le parking. C'est finalement la SOCRI par l'intermédiaire de la société CHAMBON qui prend part aux négociations. Et le promoteur privé demande en contrepartie d'étendre l'espace commercial qui était prévu. En juillet 1968, la SERM propose un programme où pour la première fois les espaces commerciaux sont plus étendus que les espaces d'intérêt public. Ils sont portés à 10 000 m2.
En 1969, les premiers travaux commencent (notamment la tour de bureaux Polygone), mais le projet n'est pas terminé et la municipalité décide de transformer le projet en zone d'aménagement concerté (ZAC), ce qui lui permet une plus grande liberté dans la conception de la zone vis-à-vis de l'État. Mais les négociations vont désormais se porter avec les promoteurs privés. En effet, les promoteurs privés réclament un centre commercial à ciel fermé, alors que les aménageurs (architecte et municipalité) souhaitent un centre commercial à ciel ouvert, allant jusqu'à voyager tout autour du globe pour présenter les différents centres commerciaux, notamment en Californie où le climat est semblable à celui de Montpellier et les promoteurs réussissent à convaincre  de créer un centre commercial fermé et climatisé. La deuxième négociation porte sur le sens d'ouverture du centre, qui à la base était destiné à une ouverture nord-sud, les promoteurs y préfèrent une ouverture est-ouest car faisant face à la place de la Comédie. C'est finalement cette dernière option qui l'emporte, mais contraint le centre commercial à se porter sur une seule entrée principale et à fermer la comédie sur le Lez. De plus, le côté sud ne bénéficie alors d'aucune entrée évidente, ce qui ne facilite pas l'accès du centre au futur quartier du Polygone 2 à l'est (futur Antigone) prévu par la municipalité de l'époque. Le premier directeur du Polygone dira que s'il avait pris part aux négociations il n'aurait pas choisi cet endroit.

### Projet de Centre commercial régional (1970)
En 1970, l'espace des zones  commerciales est augmenté à nouveau, il passe de 10 000m2 à 24 000 m2. Le 30 mars 1971, le contrat  de cession à la SOCRI est signé. Mais le projet n'est pas satisfaisant pour la Socri qui demande plus d'espace commercial, celui-ci est alors porté à 34 000 m2 et permet à la SERM de rentabiliser les investissements.

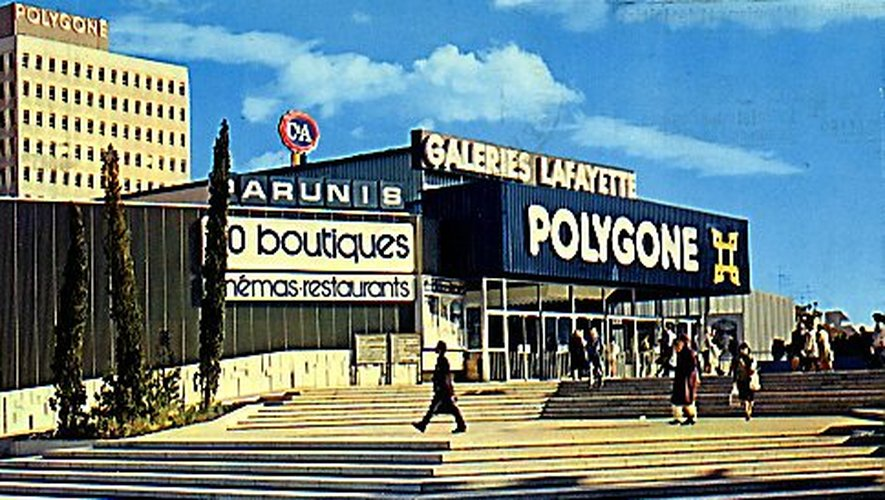
Première façade du Polygone (1975).

Lors des élections municipale de mars 1971, le caractère commercial du bâtiment est vivement critiqué par l’opposition menée par Georges Frêche, craignant une perte pour les commerces locaux et indépendants de l'Écusson. La liste d'opposition préférant y loger des salles de conférence et  de spectacle (opéra, concert,...), ainsi qu'un bureau de bourse du travail (lieu réunissant tous les syndicats) ; cet espace culturel et de congrès sera finalement créé vingt ans plus tard par la municipalité de George Frêche sous le nom de Corum.

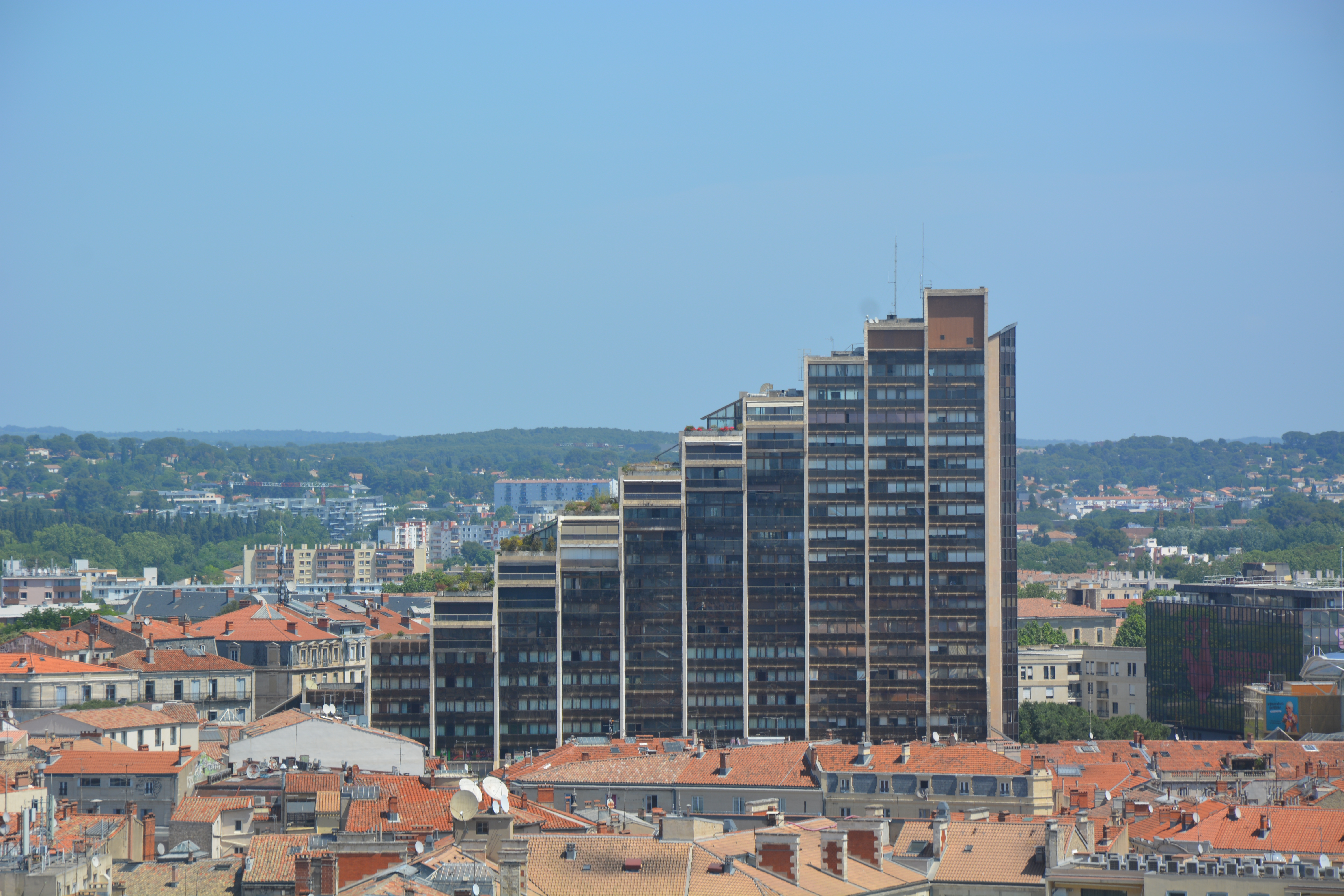
La tour Triangle.

Le 15 juillet 1972, la Serm et la Socri signent le protocole final qui prévoit le début des travaux avant le 1er janvier 1973. Les travaux durent alors plus de deux ans, et l'inauguration est faite en 1975. Avec notamment la présence des Galeries Lafayette,qui quittent la place de la Comédie, ainsi que l'enseigne internationale C&A. La même année est inaugurée la nouvelle mairie au nord du centre commercial.
S'ensuit le projet de dalle commerciale et de l'immeuble du Triangle qui font le lien entre la place de la Comédie et le centre commercial. Le Trianle est inauguré en 1978.
La Zac Polygone 1 est alors terminée. Deux bâtiment au nord de la nouvelle mairie ne verront finalement pas le jour à la suite de l'élection de la nouvelle municipalité en 1977 qui abandonnera complètement le projet Polygone, dont Polygone 2. Le nouveau maire George Frêche réalisera à la place le quartier Antigone avec l'architecte Ricardo Bofill.
Finalement le projet aura mis presque vingt ans à se concrétiser, entre les première volonté de l'État en 1959 de créer une cité administrative et l'inauguration du Triangle en 1978 bouclant la Zone commerciale. Le projet aura connu trois évolutions principales et la zone commerciale prévue aura été multipliée par trois, passant de 10 000m2 à 34 000m2.

### George Frêche et l'ouverture sur Antigone (1980 - 2000)

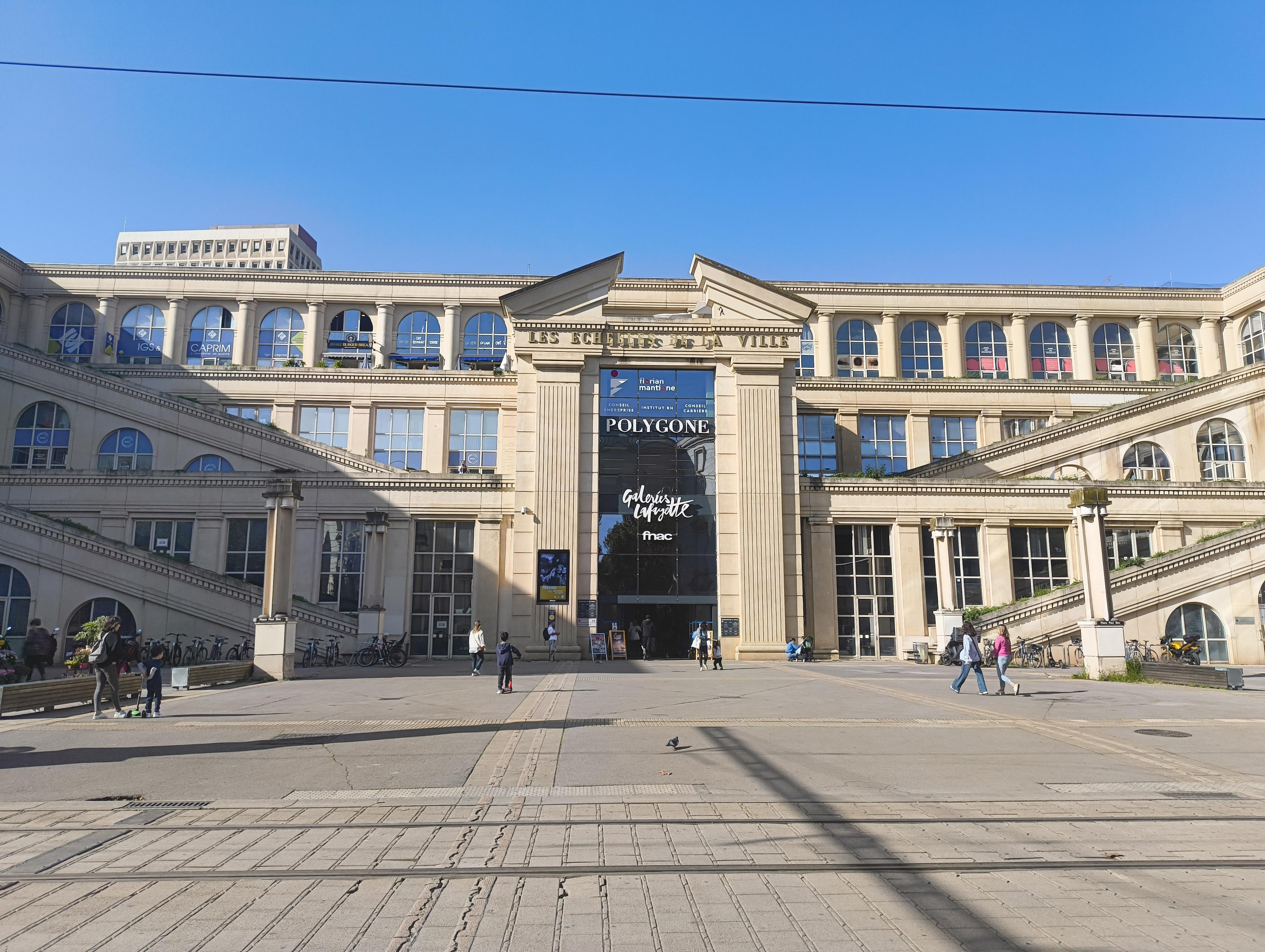
Échelle de la Ville (1987)

Peu de modifications sont apportées à la zone par la nouvelle municipalité, qui préfère se concentrer sur l'extension de  Montpellier vers le Lez puis vers la mer. En 1987 est livré le bâtiment « Les échelles de la ville » collé à la façade orientale du Polygone : il crée une ouverture par l'arrière du centre commercial au niveau des Galeries Lafayette, faisant la liaison du centre commercial avec le nouveau quartier Antigone. Une passerelle routière réservée aux bus urbains, nommée Du Guesclin, est construite au-dessus de la ligne de chemin de fer reliant la gare à Antigone passant à côté de l'entrée principale du Polygone, permettant au centre commercial d'avoir un accès depuis la gare (piétonne et transport en commun). En 1991, George Frêche fait aménager le passage de l'Horloge au sud de l'entrée principale en lien avec la passerelle Du Guesclin. La même année est inauguré l'hôtel Pullman.
En 1996, une rénovation importante du Polygone est effectuée, un deuxième étage est alors édifié, ce qui porte la surface du centre commercial à 42 000m2. Un ravalement de façade est aussi opéré.
En 2001, la ligne 1 de tramway est inaugurée sur la passerelle Du Guesclin et le centre commercial bénéficie de trois arrêts d'accès (Comédie, Du Guesclin et Antigone), mais l'accès par la gare et du Guesclin est majoritairement utilisé pour le passage du tramway, rendant la traversée piétonne possible mais difficile.

### Odysseum, rival à ciel ouvert (2009 - 2020)

#### Le Centre commercial

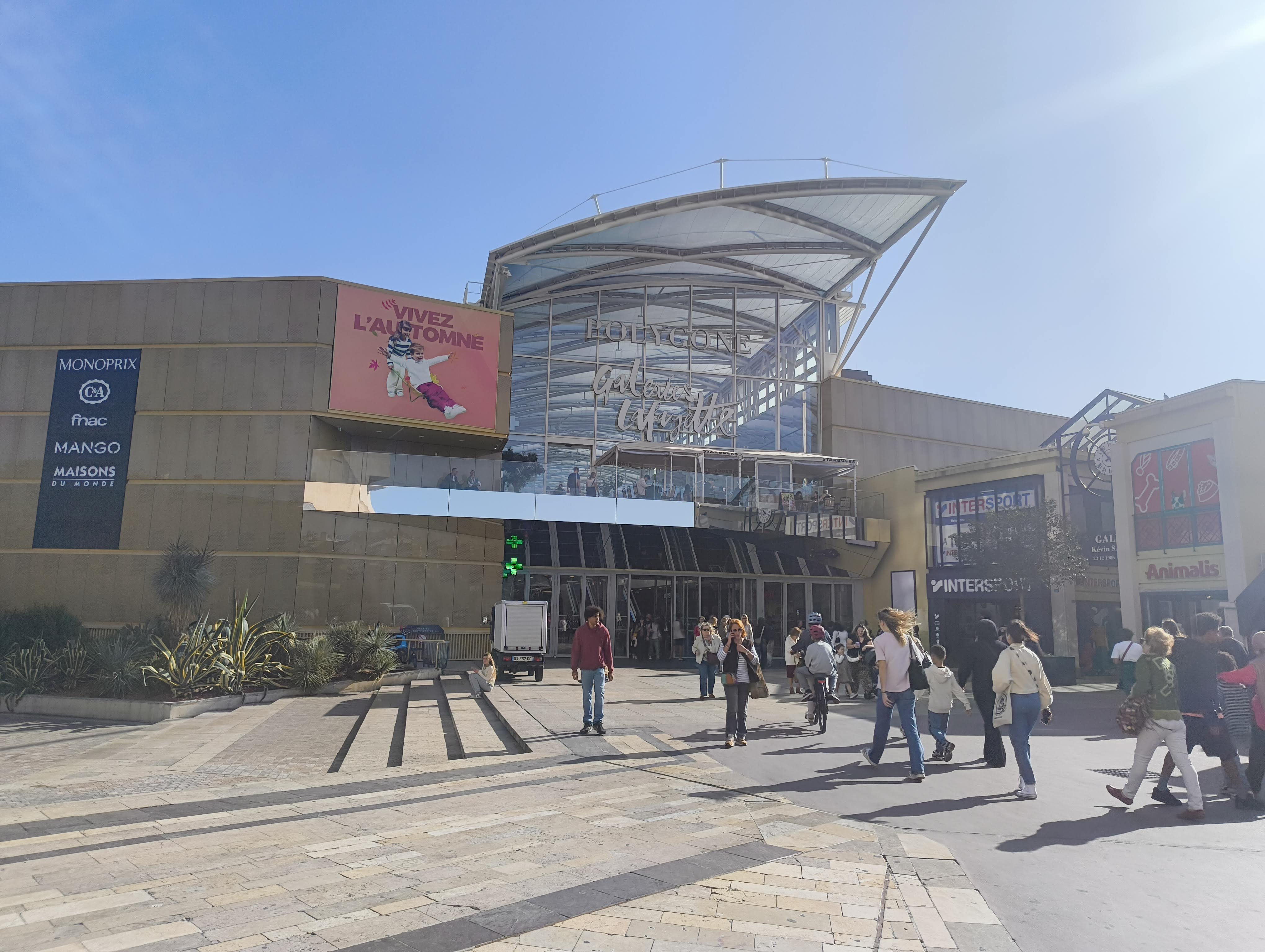
Troisième façade du Polygone (2021).

En septembre 2009, le centre commercial Odysseum ouvre ses portes à la périphérie orientale de Montpellier. Ce projet est vivement critiqué par les commerces du centre-ville et les directeurs du Polygone, qui font tout pour empêcher son ouverture. Les deux centres commerciaux  se font alors concurrence et doivent chercher à se revamper.
En 2017, la ville et le Groupe Socri présentent un projet de rénovation du centre avec la construction d’une verrière de 140 m de long, afin d'apporter plus de lumière au bâtiment et d'une voûte éclairée la nuit. Les travaux s'achèvent en décembre 2020 et le nouveau centre est inauguré le 25 mars 2021. Le groupe Socri se renomme Elancia la même année, et celui-ci est repris par la fille de Henry Chambon, Célia Chambon.

#### ZAC Pagezy, ou réinventer la zone du polygone

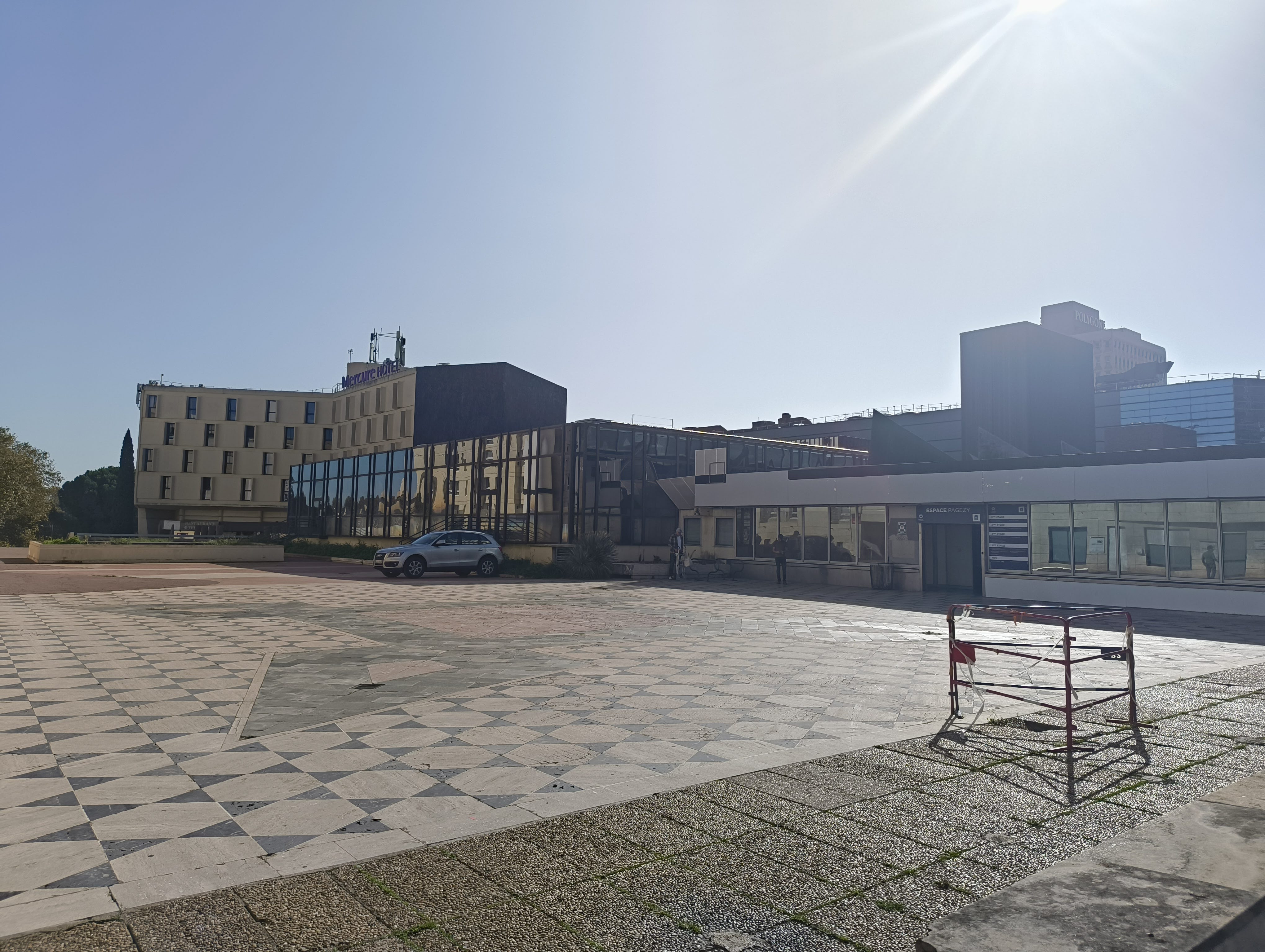
Zone Pagezy au nord du Polygone

Du côté de la municipalité, en 2009 est créée la ZAC Pagezy au nord du Polygone, où depuis le déménagement de la mairie à Port Marianne, les locaux se retrouvent abandonnés avec des sols fissurés et cassés. Plusieurs projets sont à l'étude, une extension du Polygone, ou un nouvel éco-quartier avec la destruction de l'ancienne mairie au profit d'une nouvelle tour plus grande. Un accès sur le côté sud au niveau de la passerelle est aussi envisagé. De par son caractère trop ambitieux, ce projet ne verra finalement pas le jour.

### Place Pagezy et nouvelle perspective ludique (2023 - aujourd'hui)[11]
En décembre 2023, la nouvelle municipalité présente un grand projet de réforme de la zone du Polygone. Celui-ci reprend la ZAC Pagezy mais y inclut aussi le Triangle et la partie nord du quartier Antigone jusqu'à la maison de la Poésie. Cette nouvelle ZAC nommé « ZAC Boffil » se destine à ouvrir la Comédie et l'Esplanade sur le fleuve du Lez en y créant des traversées piétonnes et en y minimisant la coupure que représente le centre commercial entre le quartier Antigone et le centre-ville. À terme, une nouvelle place végétalisée nommée "Place Pagezy" serait créée, comprenant de nouveau logements et commerces. La directrice du Polygone évoque de nouvelles idées, notamment de construire un terrain de sport, une salle d'escalade et de reconstruire un cinéma(disparu à la fin des années 80). Le projet de créer un troisième étage n'est plus énoncé.
En octobre 2024, la résidence de l'ilot du Guesclin est terminée, le long de la passerelle-voie de tramway, et améliore la visibilité de l'accès piétonnier entre le centre commercial à la gare.

## Description
Le Polygone est desservi par un parking en sous-sol de 2000 places, occupe une surface de 45 000 m2 répartie sur trois niveaux, au centre de la ville de Montpellier. Il est le plus grand espace commercial du centre-ville, et regroupe cent boutiques et dix restaurants. Situé entre le quartier Antigone et la place de la Comédie, le centre commercial est facilement accessible grâce aux lignes de tramway qui desservent depuis 2000 la Comédie, en plus des deux arrêts de la première ligne, Duguesclin et Antigone.
Le Polygone est composé de trois étages commerciaux ; les quatre étages inférieurs sont réservés au parking. Sur tous les étages sont répartis des magasins de prêt-à-porter, accessoires, culinaire, restaurants, décoration et espaces repos. Les Galeries Lafayette sont la première enseigne implantée dans le centre ; c'est d'ailleurs la seule qui occupe le Polygone sur ses trois étages d'origine.
Il est accolé à la tour Polygone, bâtie à la même époque.